# El Charco (Nariño)
El Charco es un municipio de Colombia, ubicado en el departamento de Nariño, en la desembocadura del Río Tapaje, sobre el Océano Pacífico. Fue fundado en 1886 por Fidel D'Croz Satizábal y Federico Archer.

## Geografía
Se ubica a 465 kilómetros al norte de San Juan de Pasto, capital de Nariño. Se encuentra limitada al norte con el Océano Pacífico, Santa Bárbara y el departamento del Cauca. Al tiene fronteras con El Rosario y Magüí. Al este limita con el Departamento del Cauca y Leiva, y por el oeste limita con La Tola.
Su altura sobre el nivel del mar es de 2 metros, y la temperatura media anual es de 28 °C, con una precipitación media anual de 3.761 mm. El territorio es mayoritariamente plano con relieve ondulado y montañoso al este. Posee zonas de esteros e islas de mangle. 
En cuanto a la orografía, los principales ríos que lo atraviesan son Río Amarales, Iscuandé, el Muchica, el Sequihonda y el Tapaje, entre otros. En este municipio se encuentra una parte del parque nacional natural Sanquianga.

## División Político-Administrativa
Además de su Cabecera municipal. El Charco tiene bajo su jurisdicción los siguientes Centros poblados:
- Bazán
- El Cuil
- San Pedro

## Símbolos
Los dos símbolos, bandera y escudo fueron obra de Fidel Satizábal Reina, oriundo del mismo municipio. La bandera está compuesta por tres franjas iguales de tres colores:
- En la parte de arriba blanca
- En el centro verde
- En la parte de abajo café

El escudo en su interior tiene un estero, una playa de arena que se encuentra al frente de la población, una iglesia católica, un avión y al otro lado del estero hay vegetación.

## Historia
En 1906 la población fue destruida por un terremoto-maremoto que se conoció con el nombre de "La Visita".
En 1953 un incendio destruye el 95% del corregimiento de El charco. En ese entonces la población pertenecía al Municipio de Iscuandé.
En 1967 se segrega del Municipio de Iscuandé y se crea el nuevo municipio de El Charco. A raíz de este suceso, hubo debates y discordias entre los moradores y los sacerdotes carmelitas respecto al nombre del pueblo porque los pobladores querían bautizarlo con nombre de El Charco y la orden religiosa quería que se llamara San Juan Bautista en honor al santo patrón. Finalmente se impuso la voluntad de sus habitantes.
El 12 de diciembre de 1979 un terremoto-maremoto destruye completamente la población.

## Población
En 2010 debido a los desplazamientos que ocurrían en Nariño a causa del conflicto armado dentro de Colombia, ya que las FARC y el narcotráfico operan en esta zona, la población de El Charco recibió 7200 refugiados, casi duplicando la población local y colapsando los recursos del lugar. El Charco no cuenta con caminería a través de la selva; el transporte se efectúa por el río. Esta situación es similar a la registrada en 2007, cuando se desplazaron 15.000 personas hacia la zona de acuerdo a un reporte de Oficina de Naciones Unidas para la Coordinación de los Asuntos Humanitarios (OCHOA)